# グスク時代

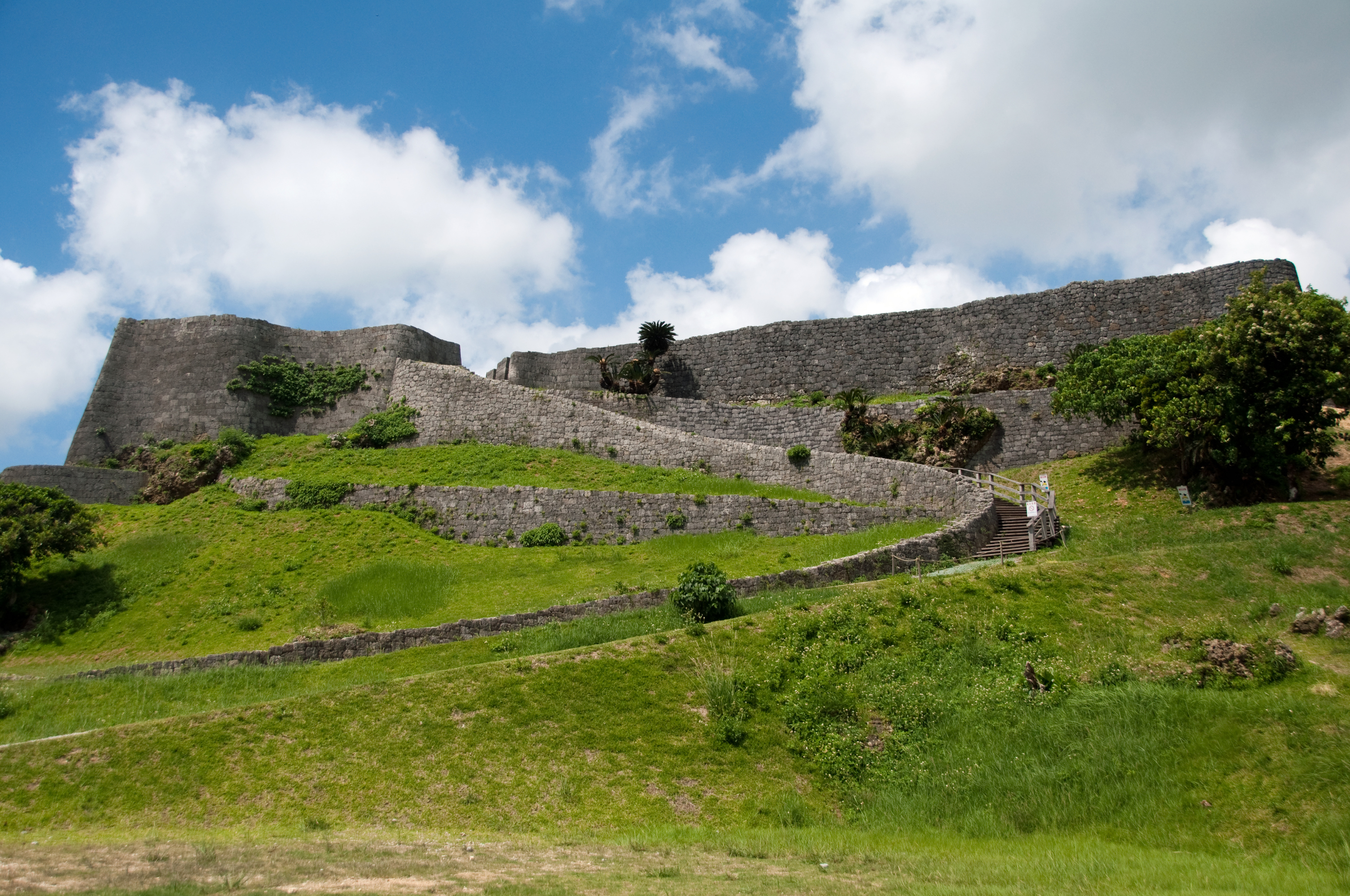
12 - 13世紀のグスク時代に築城された勝連グスク。『おもろさうし』には、当時の繁栄ぶりから、勝連グスクを「大和の鎌倉」と例えている。

グスク時代（グスクじだい）は、沖縄・先島諸島および奄美群島における時代区分の一つ。奄美・沖縄諸島では「貝塚時代」、先島諸島は「先島先史時代」の後に続く時代区分である。「グスク時代」はグスクによって代表される考古学的な時代区分で、この呼称の定着以前は歴史学者により「按司時代（あじじだい）」と呼称されていた。
開始年代は11世紀ないし12世紀頃、終了年代は琉球王国が誕生する15世紀前半または16世紀頃とされ、研究者によって年代範囲が異なる。グスク時代は城塞としてのグスク・按司の登場、農耕社会の確立、交易による肥前産石鍋やカムィ焼（カムィヤキ）の伝播、そして奄美から先島までの文化圏が統一したことにより、社会的に大きく変容した時代とされるが、これらに異議を唱える者もいる。

## 時代名称
「グスク時代」が提唱される前は、歴史学者の仲原善忠が1952年に執筆した中学生用の社会科副読本『琉球の歴史』において「按司時代」が用いられ、仲原以外の歴史学者もそれに倣って使用した。仲原は、『おもろさうし』から「按司時代」はすでに階級社会であり、按司による武力支配が行われたと解している。また仲原は、「按司時代」を琉球版封建社会として認識し、その後の「三山時代」へ続くと述べている。
「グスク時代」という名称を最初に使用したのは、高宮廣衞である。考古学を専門としていた高宮は、当時代の遺跡である城跡や集落跡に関連した時代名称を考えあぐねていた。1960年12月、高宮は"castle period "や"castle culture "という語句を用いて英文レポートに記載し、アメリカの学会に提出した。高宮は、多和田真淳が1956年に提示した琉球王国成立以前の「貝塚時代」晩期を「城（ぐすく）時代」と命名し、1966年に発表したレポートに記載した。その後、1973年頃の「グシク論争」から「グシク時代」へ、1975年頃からは「グシク」が「グスク」へ呼び名が変化し、「グスク時代」となった。歴史学者の高良倉吉が1980年発行の著書に使用して以降、多くの歴史学者も「グスク時代」を使用し、「按司時代」はほとんど用いられなくなった。
奄美・沖縄諸島では「貝塚時代」、先島諸島は「先島先史時代」の後に続く時代区分である。またグスク時代は、先島諸島においては「スク時代」、奄美群島は「古代並行期」や「中世並行期」といった名称も使用されつつある。

## 年代範囲
グスク時代の年代範囲は研究者により異なり、また年月と共に変遷している。1970年代にはグスク時代の開始時期は10世紀前後とされていたが、1980年代には12世紀頃が主流となった。1972年に発表された嵩元政秀の論文によると、10世紀に現れた「フェンサ下層式土器」は貝塚時代後期の土器の特徴を持ちながらも、この土器が発掘された遺跡の多くは農耕に適した丘陵上の土地に形成され、さらに中国製青磁も出土することから、10世紀頃をグスク時代の開始時期とした。その後の12 - 13世紀の「フェンサ上層式土器」は平底で農耕的な土器へ変化し、鉄器や陶磁器も出土するなど、グスク時代を象徴する生産経済社会に突入したと述べている。しかし、嵩元は1983年の著書『沖縄のグスク時代』では、「フェンサ下層式土器」の出現年代を10世紀から11 - 12世紀に訂正した。さらに、1991年の『角川日本地名大辞典 47.沖縄県』で嵩元が執筆した〈総説 グスク時代〉の項目でも、「グスク時代は西暦1200年前後に始まるのが妥当」と述べている。また當眞嗣一と上原静は、グスク時代開始期を12世紀後半頃としている。
安里進は、城塞として機能したグスクの築城時期を、グスク時代の開始期を検討する材料の一つと考えているが、単にグスクの出現時期をグスク時代の開始期とするのは無意味であると述べている。なぜなら城塞や集落、拝所といった祭祀施設などの多種多様なグスクが混在し、どのグスクの出現をもってグスク時代の開始期とするのかを問題にしなければならないからである。そこで安里は、防護のために岩山の頂上部を二重ないし三重に石垣で囲み、また武器や高価な交易品が出土するなど、城塞的に機能した大型グスクに注目した。数千から数万平方メートルの、琉球独特の大型グスクが形成された時期をグスク時代とするのは当然だとした。そして安里は、大型グスクの出現時期と思われる13世紀頃を「政治的時代」（狭義のグスク時代）の開始期とし、農耕社会に適した広底土器が出現した10世紀頃（その後11世紀頃に修正）から13世紀頃までを、「生産経済時代」（後に「原グスク時代」）とした。
グスク時代の終了年代は、第一尚氏が三山統一を果たし琉球王国が成立する15世紀前半、もしくは王政が確立したとされる第二尚氏尚真王時代の16世紀頃としている。安里進は、島津侵入により防塞機能を持ったグスクが消滅した時期ではなく、文献史料により明らかにされた三山の統一、つまり琉球王国の成立時期をグスク時代の終末とした。また當眞嗣一は、八重山列島を支配していたオヤケアカハチが中央集権政策を図った尚真王によって討伐された時期を、グスク時代の終焉とした。
高良倉吉は、1980年に琉球・沖縄の歴史区分を5つに大別した。その一つの「古琉球（古代沖縄）」の始まりは、米・麦などの穀物栽培が沖縄に拡大、さらに外来からの文化的な変容により、先史時代と異なる社会的変化の様相を呈する段階とした。そして高良は、グスク時代を按司時代から三山時代までの年代と一致すると解し、グスク時代は古琉球を前・中・後期の3期に区分した時の前期に相当すると述べている。また高良が作成した年表に、三山時代はグスク時代の後半に含まれ、グスク時代全ての範囲を埋めていない。今日において、高良の設定を基にした沖縄の時代区分が、一般的に用いられている。
先島諸島における、グスク時代に相当する年代はスク時代と呼ばれる。スクとはグスクの八重山方言であり、城の他に底の字が当てられる。この時期から出土する中森式土器を指標としているため中森期とも呼ばれる。先島諸島におけるこの時代は17世紀頃まで続いた。
奄美群島における、グスク時代に相当する年代は按司世と呼ばれる。按司世の開始時期は沖縄本島のグスク時代よりも早い9世紀とされている。

## 主な特徴

### グスクと按司の登場
グスクは奄美群島から先島諸島にかけて点在する城で、16世紀前半までに建造された遺構である。安里進は、グスク時代はグスクという城塞のような役割を果たした遺構が登場し、琉球王国が形成し始める政治的な時代と述べている。貝塚時代後期には、立地が防御に適しているが、防塞機能を有した石垣や柵などの人工物が無い「グスク的遺跡」が見受けられる。その後、城塞的なグスクが登場するようになり、石垣は自然石をそのまま積み上げた野面積みから、人工的に石を加工して用いた切石積みへと発達した。そして、既存のグスクを拡張して強化を図ったが、1609年の琉球侵攻をもって、城塞として機能したグスクは終りを迎えた。奄美群島にも沖縄本島と同じくグスクが築かれ、11世紀頃は城塞ではなく、拝所や集落として機能していたとされる。
12世紀頃に沖縄本島内の集落間の争いで統率する者が現れ、後に各地域を治める政治的な支配者となったものが、按司の始まりとされる。高宮廣衞は、グスクの主である按司の出現時期とグスクの発生時期が一致するかは不明だが、按司の誕生は貝塚時代までに遡って考える必要があると、述べている。グスク時代の最盛期になると、按司（「世の主」、「てだ」とも）たちは互いに抗争を繰り広げ、勢力が拡大し、ついには按司の中の按司とされる「大世の主」が誕生した。そして沖縄本島北部・中部・南部地域それぞれを、北山・中山・南山という三大勢力（三山）が統治するようになった。その後、思紹と子・尚巴志により三山は統一され、琉球王国が成立した。第二尚氏王統の尚真王時代には、各地に構えていた按司たちを首里城に住まわせ、按司たちに武器の使用禁止を命じ、また位階制により身分を明確にするなど、国王を頂点とする中央集権が確立したとされる。これを機に、グスクは遺跡として残り、領主としての按司は役割を終えた。
奄美群島では、貝塚時代晩期からグスク時代に当たる11世紀から、徳之島で頭述のカムィ焼が生産されていたが、14世紀前半に終息している。また伝承では、グスクの主である按司は奄美各地で抗争し、また海賊から住民を保護し、英雄として讃えられたという。14世紀頃から琉球王国が奄美を支配下に置くまで按司は、海上流通に従事していたと考えられる。

### 農耕社会の確立
グスク時代は、考古学的に確認できる琉球最初の農耕時代である。当時代の遺跡から、炭化した米・麦や牛の骨が出土している。『李朝実録』には、琉球に漂着した朝鮮人の見聞録が記され、15 - 16世紀頃における琉球の農業事情が語られている。『李朝実録』によれば、琉球では稲作と麦・粟の畑作、そして牛の飼育が行われていたという。稲作は二期作や、収穫後に残された茎から再び生長した稲（ひこばえ）も刈り入れた。ひこばえから収穫する方法は、グスク時代からの伝統的な農法で、奄美から先島までの琉球全土にわたって行われたが、二期作は14世紀後半に中国南部から伝わったとされ、沖縄本島のみで栽培された。上述より、安里進は、14世紀後半に伝わった稲の二期作以外の麦・粟の栽培と、牛の飼育を組み合わせた複合的な農法は、15世紀以前のグスク時代にも行われていたと考えている。
これら農耕文化の隆盛によりグスク時代には人口が増加したと考えられ、グスク時代以降の集落遺跡の数は、貝塚時代のそれと比較して大幅に増加している。貝塚時代後期は、海産物を主とする狩猟採取の時期で、集落は海岸低地に立地するのが大半であったが、グスク時代の集落遺跡は、石灰岩台地ないしその周辺で集中的に分布している。石灰岩台地は麦・粟の栽培に適した畑地として、さらに周縁部の低地は水田を主体として利用されていたと考えられる。また各々の農作物の性質や収穫時期が異なるため、台風と旱魃による作物への被害を分散させるのに有効である。こうして、生産性の高い石灰岩台地に位置した浦添・糸満・今帰仁を中心にそれぞれ中山・南山・北山の政治的勢力が形成されたのは必然的であると、安里進は述べている。グスク時代以降の集落が飛躍的に増大したのは、農業用の道具が鉄製に変化したことも理由に挙げられる。

### 対外交易の開始
貝塚時代後期からは、九州と奄美・沖縄諸島の間で、「貝の道」といわれる交易活動が行われていた。奄美・沖縄諸島で産出されたゴホウラやイモガイの貝殻を、それらを装身具として使用する九州へ運搬、そして見返りとして、主に土器と交換された。その後の貝塚時代末期からは、螺鈿の材料に必要なヤコウガイ貝殻に需要が移り、当期における奄美群島北部の遺跡を中心にヤコウガイ貝殻が大量に出土している。ヤコウガイとの交換品として、土器の他に鋳造された開元通宝、鉄器が挙げられる。貝塚時代終末期（グスク時代開始期）になると、長崎県の西彼杵半島から製造された滑石製石鍋、徳之島のカムィヤキ古窯跡群で生産されたカムィヤキ、また中国産の陶磁器も琉球列島全域に流通した。
979年に宋が中国を統一すると、宋を中心にアジア各国と貿易が開始された。北部九州で11世紀中葉の白磁が大量出土し、この頃から日本は海外と交易し始めたとされる。そして琉球では12世紀頃の中国製の陶磁器が発見され、琉球と明が初めて交易したとされる1372年以前から貿易は開始したと考えられる。宋・元の商船が琉球に赴き、按司と交易し、また按司も宋・元に交易船を差し遣わしたのではないかと思われる。
土肥直美は、沖縄県那覇市で発掘されたグスク時代の人骨から、沖縄の先史時代と比較して、グスク時代における人々の骨格は、日本本土の中・近世人と大きな差異は見受けられないと述べている。そして土肥は、沖縄の現代人の特徴はグスク時代まで連続的に変化しているが、先史時代とグスク時代の人々の形質に明らかな差があると指摘している。この土肥の研究結果を受けて福寛美は、グスク時代に発生した文化的変容は、日本や中国などから広範囲にわたって南下した人々によって引き起こされたと述べている。また吉成直樹は、北からの人々が南下し、グスク時代開始期に沖縄諸島に日本語と同系の言語が広まり、その後先島諸島にも拡大したと述べている。
先島諸島の先史時代は、奄美・沖縄諸島とは異なり、台湾・フィリピンなどの南方文化の影響を受けたと考えられる。1950年代に調査した波照間島の下田原貝塚では、シャコガイ製の貝斧が出土し、先島諸島に南方系の石器文化を有していたことが報告された。グスク時代以前の先島諸島の人々は、南方系の言語を使用した可能性が高く、現在でもそれを由来とする言葉が残されている。しかし高梨修は、琉球より南から伝播した文化が存在したという考古学的証拠は無く、少なくとも約6,000年前でも沖縄諸島は九州の縄文文化の影響を受けていると考えている。グスク時代初期において、沖縄諸島に広まったグスク時代文化は、徐々に先島諸島にも伝わった。そして先島諸島最南端の波照間島に位置する大泊浜貝塚には、沖縄諸島にグスク文化が波及してから約1世紀後まで、先史時代の伝統生活が営まれたと考えられ、その後先島先史時代の文化は消滅したとされる。こうして、奄美から先島までは琉球文化圏として統一され、その後の琉球王国を形成する基礎を作り上げた。

## 反論

### 「グスク時代」の特徴に対する反論
来間泰男は、沖縄の多くの歴史学者が「グスク時代」の「按司」は、日本の「武士」を思い描きながら論じている事に疑問を呈している。琉球内部で抗争が起こるほどの対立が発生したとは考えにくく、また日本や中国との対外貿易を維持するには、争いの無い友好関係を築くほうが望ましかったと述べている。そして来間は、この自説を踏まえ、「グスク」は軍事的な施設ではなく、按司や住民にとって象徴的な建造物であろうと述べている。さらに考古学者が主張してきた、琉球における「本格的な」農耕社会の確立についても、疑問を投げかけている。遺跡から炭化米・牛や馬の骨が出土したというのは事実を否定しないが、ただこれらの証拠のみで、「本格的な」農耕が行われたとは断定できないとしている。グスク時代以降の琉球の農業状況は決して良くなく、琉球王国が農業政策を奨励しても、農具すら十分に普及していない集落も存在し、さらに昭和初期における沖縄の農業技術は全国と比較しても低水準で、肥料の質は貧弱で、農具も未だに幼稚であったとされる。これらより来間は、グスク時代以降における農業状況から、グスク時代の農耕の様相を大きく見直す必要があると述べている。そして来間は、社会情勢も判明せずに、意味ありげに使われている「グスク時代」の代わりに「琉球古代」という時代区分を提案している。

### 琉球の「内的発展論」に対する反論
當眞嗣一は、貝塚時代後期より琉球の内部で独自の発展を遂げて、琉球王国を成立させたとする、安里進の「内的発展論」を支持していない。この「内的発展論」は、安里をはじめとする他の考古学者や、研究結果を受け入れた沖縄県民にも浸透している。當眞は滑石製石鍋やカムィヤキ、中国産の陶磁器の分布に着目し、琉球の人々が意欲的に交易したのではなく、琉球の外部から訪れた商人が品物を供給した、という外的な影響により発展したのではないかと考えている。また、高梨修は奄美群島の遺跡を調査し、沖縄諸島よりも先行して奄美から社会的変化が起こったとし、これを踏まえて高梨は、日本側からの働きかけにより、グスク時代における文化は形成されたと述べている。當眞は、14世紀頃に琉球と現在の中国・福建省との交流が盛んになり、その後の15世紀頃には明朝と関係を深めた政治的勢力が沖縄本島に出現し、彼らが琉球国家を形成したとしている。

### 「農耕社会の成立」の状況に対する反論
沖縄における「農耕の開始」をただちに「農耕社会（経済の中心が農耕によって成り立つ社会）の成立」とみなす見解は伊波普猷が提唱し、高良倉吉らに継承され、根強く定説化されているが、来間泰雄、豊見山和行、吉成直樹らにより以下のような異論が提出されている。
- 土壌の分析（高度な灌漑設備が整わないと耕地化が困難）
- 農具の普及状況（比較的生産力が高いはずの「真志和・南風原・大里、東風平・豊見城の間切」においても、18世紀半ばですら、もっとも単純な農具であるヘラや草刈り鎌」が普及していない。
- 沖縄における農耕は、外来の交易者が在地の漁撈採取民に強制した意欲の乏しいものとして始まり、近代に至るまで器具や整地、灌漑など低レベルで推移した。
- グスク時代の社会基盤は交易と、漁撈採取であるとする

## 王統史

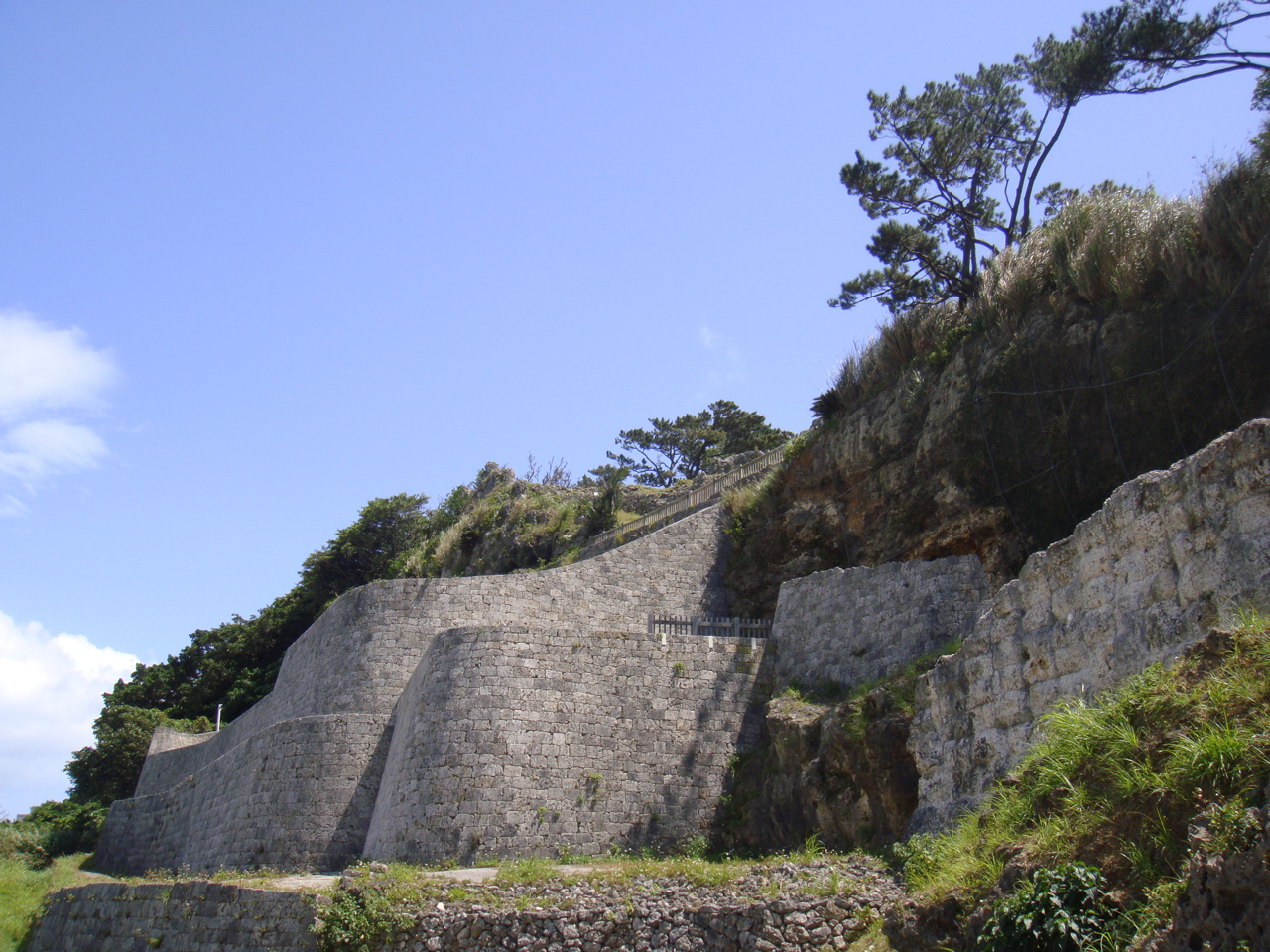
英祖王の指示により建造されたと、伝えられる「浦添ようどれ」。

本節では、沖縄本島内で中山・山北（北山）・山南（南山）の3つの小国家に分立した三山時代以前の王統について記述する。
蔡温が編集した『中山世譜』には、琉球開闢の際に現れた男女の子孫から誕生した天帝子（太陽神の子供）の長男が、天孫氏として琉球を統治したと記されている。また羽地朝秀の『中山世鑑』には、天孫氏の末代の王が、臣下に殺害され、当時の浦添按司であった尊敦（そんとん）は家臣を引き連れて、その臣下を討ち取り、その後人民から王へ推挙され、舜天王となったとしている。舜天を初代とする舜天王統は3代までで、最後の義本王は浦添按司の英祖に王権を禅譲したとされる。英祖王統4代目の玉城王は酒に入り浸り、執務を碌にせず、その結果国は乱れ三山に分立し、中山王となる。そして王統最後の西威王は幼君であったため、母后の専横政治により益々乱れ、王の死後に英祖王統は廃され、浦添按司の察度へ政権が渡された。
文献に記されている王統に関して、明との交易を開始した察度王統は確実に存在し、天孫氏と舜天王統は実在しない伝説上の人物であるとされている。しかし、英祖王は実在した可能性が高く、もしも存在していたのならば、琉球全土を統治する王ではなく、一地域の浦添の按司に過ぎなかったと推測される。また『中山世譜』には、天孫氏が王として君臨した際、王都を首里に定めたとしているが、実際は英祖王統以前の居城は浦添グスクで、察度王もしくは三山統一後の第一尚氏が首里城に遷都したと考えられる。
1996年から2004年にかけて、浦添ようどれの発掘調査が行われた。安里進は、この発掘調査により英祖王統は実在したと考えている。第一の理由に『琉球国由来記』に記された浦添ようどれの建造年代と、発掘された瓦に刻まれた年代に一致するという点、第二に建造の際に多数の人員と技巧職人を指揮し、地方を束ねた按司と比較にならない大規模の墓を造営したという点を挙げている。